# Andrachne afghanica
Andrachne afghanica är en emblikaväxtart som beskrevs av Antonina Ivanovna Pojarkova. Andrachne afghanica ingår i släktet Andrachne och familjen emblikaväxter.
Artens utbredningsområde är Afghanistan. Inga underarter finns listade i Catalogue of Life.